# 90414 Карпов
90414 Карпов (90414 Karpov) — астероїд головного поясу, відкритий 19 грудня 2003 року.
Тіссеранів параметр щодо Юпітера — 3,523.
Названий на честь російського шахіста Анатолія Карпова